# II. Henrik lengyel fejedelem

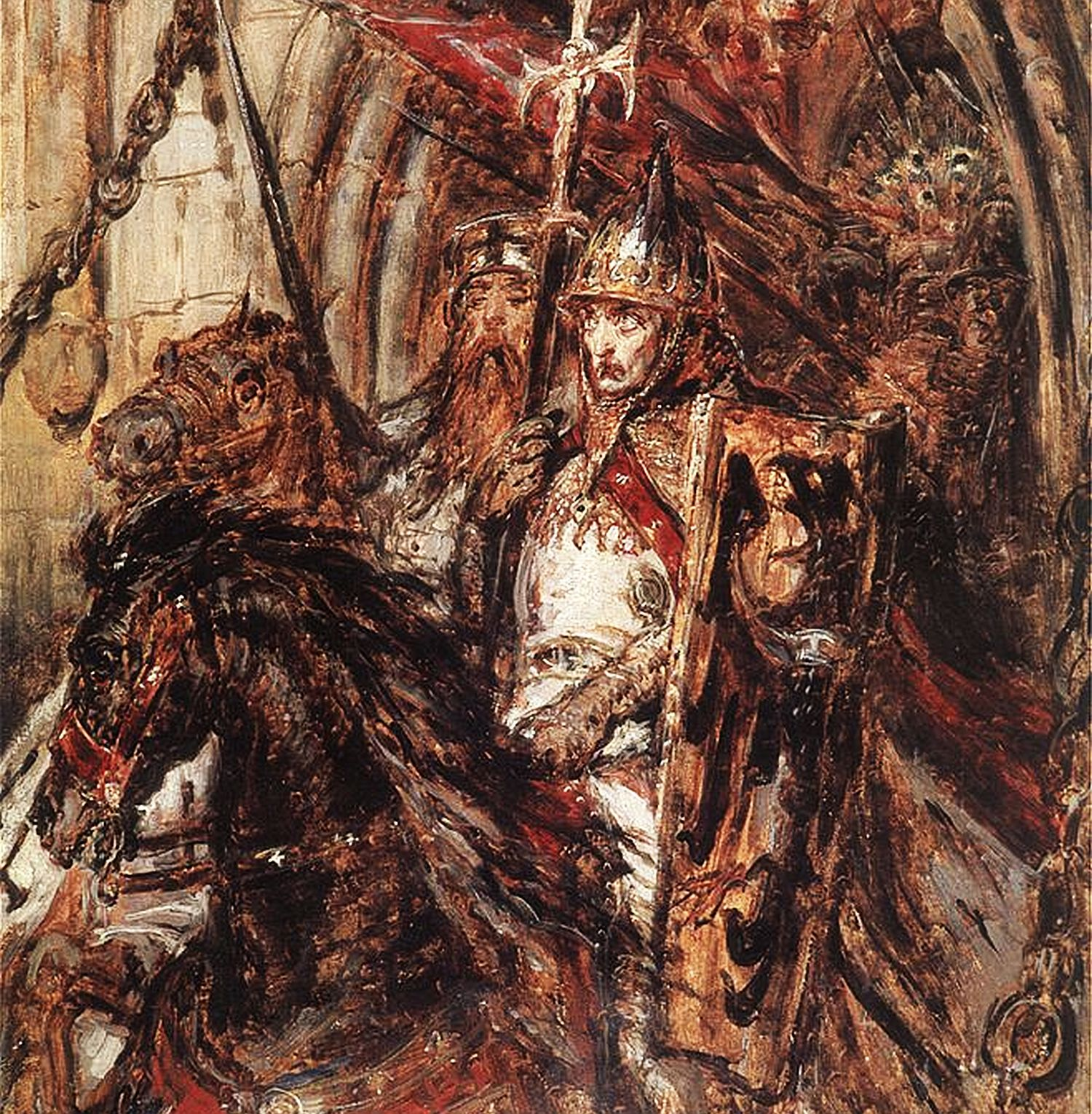
II. Henrik. Jan Matejko festménye

II. Henrik, más néven Jámbor Henrik (lengyelül: Henryk II Pobożny), (1196 – 1241. április 9.), legnicai, krakkói és nagy-lengyelországi herceg 1238–1241 között (1239-ig csak déli Nagy-Lengyelországban a Warta folyó mentén. Egész idő alatt Kaliszban a kiskorú hercegek gyámja) 1238–1239 között az opolei hercegségben uralkodik és gyám a sandomierziben.

## Családfa
| 4. I. Magas Boleszláv † 1201. december 7. vagy 8. |  |                                         |  |  |                                   |
|                                                   |  | 2. Szakállas Henrik † 1238. március 19. |  |  |                                   |
| 5. Krisztina † 1204-1208. február 23.             |  |                                         |  |  |                                   |
|                                                   |  |                                         |  |  | 1. Jámbor Henrik 1241. április 9. |
| 6. Meráni III. Bertold † 1204. július 12.         |  |                                         |  |  |                                   |
|                                                   |  | 3. Andechsi Hedvig 1243. október 14.    |  |  |                                   |
| 7. Agnieszka Miśnieńska † 1195. március 25.       |  |                                         |  |  |                                   |
|                                                   |  |                                         |  |  |                                   |

## Élete

### Apja gondoskodása alatt
II. Henryk Szakállas Henrik és Sziléziai Hedvig harmadik legidősebb fia volt. Bátyja, Boleszláv meghalt gyermekkorában, fiatalabb bátyja Konrád, aki később sziléziai herceg lett. Nem tudni, pontosan mikor született, első biztos értesülés csak 1208-ból maradt fenn róla. Öt évvel később bátyja, Konrád szerencsétlenül járt egy vadászaton, ekkor Henrik maradt Alsó-Szilézia trónjának egyetlen várományosa.
Csak meseként lehet értékelni a Lengyel krónikában a Konrád és Henrik seregei között a Studnica falu mellett lezajlott véres csatáról szóló történetet. Ebben a csatában Konrádot állítólag a lengyelek támogatták, míg Henriket a németek, apjuk meg tehetetlenül nézte a véres összecsapást. Ezek az események valószínűleg soha nem történtek meg, mivel más források nem említik.
Valamikor 1214 és 1218 között apja összeházasította Henriket a cseh Annával  Přemysl I. Ottokár cseh király lányával. Ez a házasságkötés I. Henrik aktívabb külpolitikáját segítette.
Szakállas Henrik meglehetősen korán megosztotta hatalmát megmaradt fiával, 1222-től lehetővé tette számára oklevelek kibocsátását. Két évvel később már saját pecséttel, udvarmesterrel és írnokkal rendelkezett.
1227-ben a Piast hercegek gąsawai gyűlése tragikusan végződött, megölték a krakkói herceget, I. Fehér Leszeket és I. Szakállas Henrik is súlyosan megsebesült. II. Henrikre először nehezedett a kormányzás gondja. Másodszor ez akkor következett be, amikor Szakállas Henrik Mazóviai Konrád fogságába került. Ez a helyettesítés fényesen sikerült, ami onnan látható, hogy apja a következő években további felelősségteli feladattal bízta meg, mint például Lubusz megszerzése és biztosítása 1229–1230 között, 1233-ban és 1234-ben pedig aktívan támogatta Jámbor Henrik apja tevékenységét Poroszországban és Nagy-Lengyelországban. Ennek az eredményes együttműködésnek a koronája képpen Jámbor Henrik 1234-ben hivatalosan is társuralkodó lett. Ekkor a hatalmat formálisan is megosztották: Szakállas Henrik a sziléziai és krakkói hercegi címet kezdte használni, II. Henrik pedig a nagy-lengyelországi és sziléziai hercegi címet. 1238. március 19-én Szakállas Henrik meghalt Krosno Odrzańskiéban, ettől kezdve II. Henrik egyedül uralkodott.

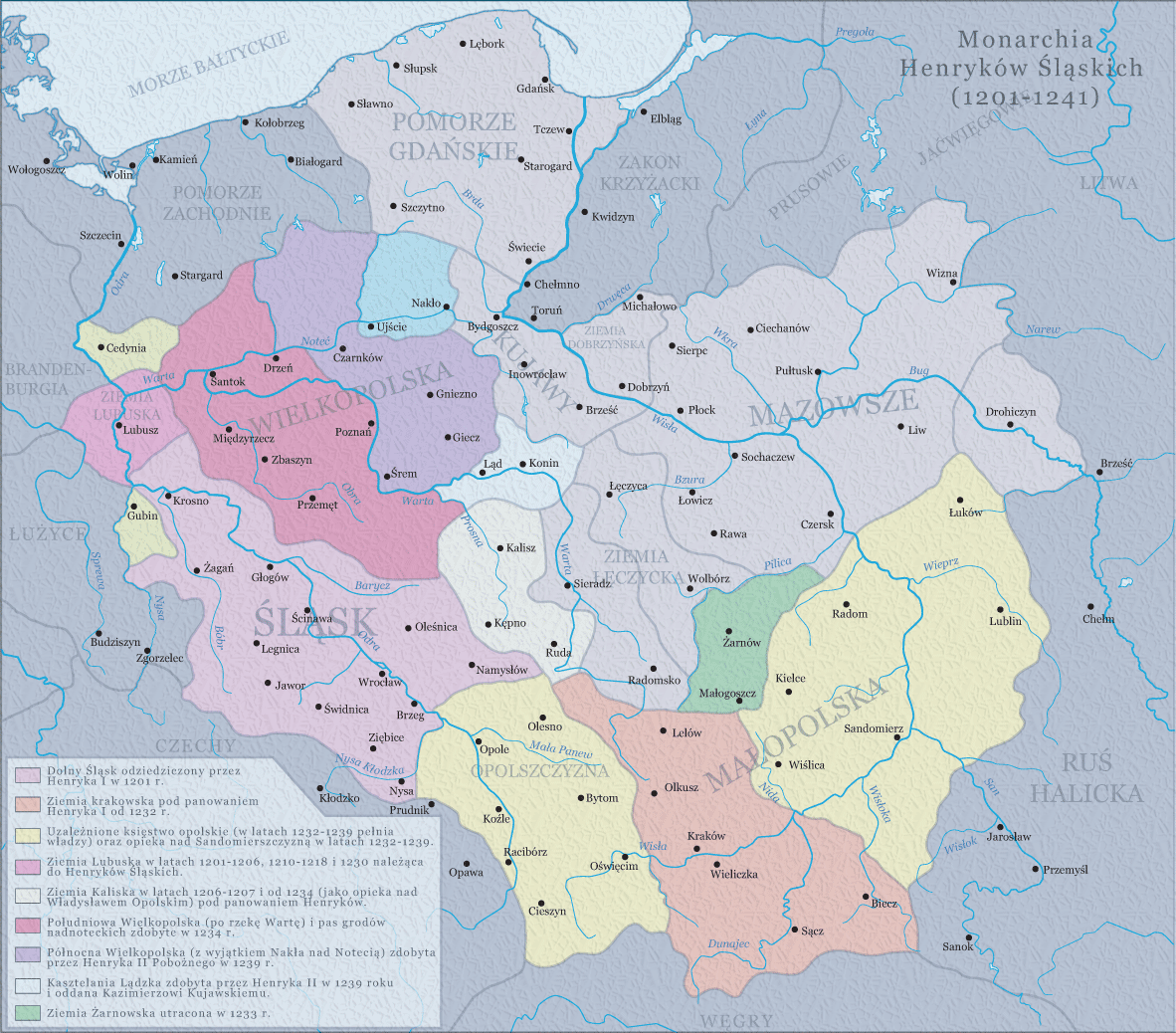
A sziléziai Henrikek birodalma (1201–1241).

### Önálló uralkodása
Annak ellenére, hogy apja halálakor II. Henrik körülbelül negyvenéves volt, az örökség megszerzése nem zajlott nehézség nélkül. Valójában minden talapalatnyi földhöz más módon volt joga. Erős és nem vitatott uralma csak Alsó-Sziléziában volt. Nagy-Lengyelországban a Warta folyón túl, (a többi részt Odon fia Ulászló birtokolta), és Kis-Lengyelországban uralkodói joga a főurak választásán alapult (igazság szerint még érvényes volt Hosszúlábú Ulászló krakkói és nagy-lengyelországi herceg végrendelete, mely szerint a sziléziai Henriknek kell átadni a teljes örökséget, de sem Odon fia Ulászló, sem Mazóviai Konrád nem tett ezért semmit). Az opolei és sandomierzi hercegségben II. Henrik a kiskorú II. Mieszko és Szemérmes Ulászló gyámja címén uralkodott. Éppen ezek a területek csúsztak ki először kezei közül. Henrik valójában jó viszonyban maradt Opole és Sandomierz új hercegeivel, noha vissza kellett őket helyezni szuverén uralmukba. Északon a helyzet komplikáltabb lett. A brandenburgiak kihasználva Szakállas Henrik halálát elfoglalták Santokot, mely fontos stratégiai pont volt, és Lubuszt fenyegették. Ezekhez a problémákhoz hamarosan újabbak jöttek: nevezetesen Odon fia Ulászló és Mazóviai Konrád fenyegetése és az egyházzal való konfliktus megoldatlansága. Henriknek szerencséje volt – 1239. június 5-én meghalt Odon fia Ulászló, kiskorú fiakat hagyva maga után.  Kihasználva ezt az alkalmat, a sziléziai herceg elfoglalta Odon fia Ulászló birtokainak nagy részét Gnieznóval az élen, az utódoknak mindössze Nakło nad Noteciąt és Ujściét hagyva meg. Henrik következő húzása mesteri volt: elhagyta a Hohenstauf német-római császárok táborát és átállt a pápa oldalára, ami azonnal megoldotta az egyházzal való konfliktusát. Hogy kiküszöbölje a szembenállást a többi Piast herceggel, lányát hozzáadta Mazóviai Konrád fiához, Kujáviai Kázmérhoz, majd támadást intézett a brandenburgiak ellen, elűzte őket Lubusz alól és visszafoglalta Santokot.

### A mongol invázió és a legnicai csata
Úgy tűnt, hogy Henrik már túl volt életének legnehezebb pillanatain, de a legrosszabb csak ezután következett. Keleten új, rettenetes ellenség tűnt fel: a Batu kán vezette mongolok, akik az orosz fejedelemségek elfoglalása és elpusztítása után Magyarország felé fordultak. Batu kán helyesen gondolta, hogy ha a háború Magyarországra is kiterjed, a lengyelek bizonyára segítségükre sietnek. Lengyelország ellen tehát 10 000 harcosból álló hadsereget küldött Orda kán parancsnoksága alatt. Felderítő egységei már 1241 januárjában feltűntek Lublin és Zawichost alatt, a tényleges invázió azonban egy hónappal később következett be. Kis-Lengyelországban a mongolok nem találtak magukhoz mérhető ellenfelet, a krakkói és sandomierzi lovagokat egy-egy csatában megverték. Klemens krakkói várispánt és Włodzimierz krakkói vajdát súlyos vereség érte 1241. március 18-án Chmielniknél. Mindkét méltóság elesett, és Kis-Lengyelország Krakkó és Sandomierz vidékével együtt a mongolok kezére került. II. Henrik országa nyugati határán várta a nyugati hatalmak beígért segítségét, de közben megkezdte a kis-lengyelországi hadak maradványait és saját friss alakulatait Legnica körzetébe összevonni. Az európai uralkodók azonban inkább elmerültek a császárság és pápaság közti hatalmi játékkal és elengedték fülük mellett Henrik segélykérését. Csak a templomos és johannita lovagok és a I. Vencel cseh király képeztek kivételt, aki végül kitért a segítségnyújtás alól, csapatait egy napi járásra tartotta Legnicától (valószínűleg attól tartott, hogy a keresztény erők veresége esetén Csehország könnyű prédája lett volna a mongoloknak).
A legnicai csata 1241. április 9-én zajlott le. II. Henrik hadseregének szégyenletes vereségével és a fejedelem elestével végződött. A vereség okaként általában az Európában ismeretlen harcmodort és II. Mieszko váratlan megfutását tartják. A sziléziai herceg haláláról két feljegyzés maradt fenn, az egyik Jan Długosztól származik, ezt tartják kevésbé valószínűnek, a másik C. de Brigie Historia Tartatorumában fogalmazódott meg, jelenleg ezt tartják hihetőbbnek, mivel az eseményekhez időben közelebb készült, és értesülései az események közvetlen tanúitól származnak. Lengyelország szerencséjére a mongolok nem akarták elfoglalni az országot, mivel legnicai győzelmük után röviddel (miután hiába próbálták megostromolni a várost) Morvaországon keresztül Magyarországra zúdultak, csatlakozni igyekezve Batu kán főseregéhez. Henrik ruhátlan, lefejezett holttestét özvegye azonosította néhány anatómiai részlet alapján. II. Henrik bal lábán ugyanis hat ujj volt, amit az 1832-ik évi exhumálás is megerősített. Henriket az általa alapított wrocławi ferences kolostorban temették el.

### Következmények
II. Henrik eleste Legnicánál rövidesen a „Sziléziai Henrikek monarchiájának” szétesését vonta maga után, és megakadályozta, hogy Lengyelországot még a 13. század derekán egyesítsék. Henrik öt fiút és öt leányt hagyott maga után. Annak ellenére, hogy mindössze három évig uralkodott, az utódok emlékezetében példamutató lovagként és keresztény uralkodóként maradt fenn.